# Vitus Sauer
Vitus Sauer (* 5. Dezember 1934 in Mainz; † 12. Mai 2018 in Remscheid) war ein deutscher Fußballspieler. In der damals erstklassigen Fußball-Oberliga West absolvierte er von 1955 bis 1963 für die Vereine Rot-Weiss Essen und Wuppertaler SV 77 Ligaspiele und erzielte dabei acht Tore.

## Laufbahn
Als 20-jähriger Amateurfußballer des SV Gonsenheim wurde der Mainzer im Juni 1955 von Bundestrainer Sepp Herberger in den Kader der neu ins Leben gerufenen Juniorennationalmannschaft (U-23) des DFB berufen. Beim Debütspiel der DFB-Nachwuchself, am 25. Juni 1955 in Frankfurt gegen Jugoslawien, wurde er in der zweiten Halbzeit für den Offenbacher Ernst Wade auf der linken Verbinderposition im Angriff eingewechselt. Der Deutsche Meister des Jahres 1955, Rot-Weiss Essen, verpflichtete den feinen Techniker zur Runde 1955/56, und Sauer wurde damit Vertragsfußballer in der Fußball-Oberliga West. Unter Trainer Fritz Szepan debütierte der Ex-Amateur aus Gonsenheim am Starttag der Saison 1955/56, den 27. August 1955, beim Auswärtsspiel gegen Borussia Dortmund vor 31.000 Zuschauern im Stadion Rote Erde in der Ligamannschaft von RWE und der Oberliga West. An der Seite der Mitspieler Fritz Herkenrath, Heinz Wewers, Helmut Rahn und Willi Vordenbäumen wurde das Spiel mit 1:4 Toren verloren. Die Verluste von Bernhard Termath – er war zum Karlsruher SC in die süddeutsche Oberliga gewechselt – und das Laufbahnende der „RWE-Legende“ August Gottschalk machten sich dabei deutlich bemerkbar. Als am vierten Spieltag, dem 11. September 1955, ein 5:0-Heimsieg im Stadion an der Hafenstraße gegen den Vorjahresvizemeister SV Sodingen geglückt war, schien die sportliche Wende eingeleitet zu sein. Sauer trug sich beim Heimsieg gegen den Zechenclub aus Herne mit dem letzten Treffer in die Torschützenliste ein. Drei Tage später, am 14. September, erlebte der Juniorennationalspieler den ersten Auftritt einer deutschen Mannschaft im Europapokal der Landesmeister. Beim 4:0-Erfolg des schottischen Meisters Hibernian Edinburgh waren die dezimierten Essener Oberligafußballer – ohne Rahn und Franz Islacker – aber gegen die Profis aus Schottland ohne Chance. Beim Rückspiel am 12. Oktober im Easter Road Stadium erlebte Sauer aber immerhin ein 1:1-Remis mit Essen. Am Rundenende belegte RWE den fünften Rang in der Oberliga West und Neuzugang Sauer hatte in 14 Einsätzen einen Treffer erzielt. In seinem zweiten Essener Jahr erlebte er die Trainerarbeit von Elek Schwartz. Danach war der spätere Box-Promoter Raymond Schwab zwei Runden Trainer bei Rot-Weiss. Sein letztes Oberligaspiel für Essen absolvierte Sauer am 22. April 1959 bei der 2:3-Heimniederlage gegen den SV Sodingen. Nach 51 Einsätzen in der Oberliga mit fünf Toren zog es ihn in das Stadion am Zoo, er spielte ab der Runde 1959/60 beim Wuppertaler SV in der 2. Liga West.
Im Bergischen Land erreichte er mit Trainer Willibald Kreß und den Mitspielern Helmut Domagalla, Erich Haase, Günter Augustat, Erich Ribbeck und Werner Tönges 1959/60 hinter dem SV Sodingen und dem TSV Marl-Hüls den dritten Rang, der Aufstieg in die Oberliga gelang als Vizemeister hinter Bayer Leverkusen aber erst 1961/62 unter dem neuen Trainer Robert Gebhardt. Die letzte Saison der alten Fußball-Oberliga eröffnete Sauer am zweiten Spieltag, dem 27. August 1962, bei der 1:3-Niederlage bei Westfalia Herne. Der sichere Elfmeterschütze beendete die Serie 1962/63 am 11. Mai 1963 mit dem WSV mit einem 1:0-Heimerfolg vor 20.000 Zuschauern gegen Borussia Dortmund. In 26 Rundenspielen hatte er drei Tore erzielt. In die neue Fußball-Bundesliga zur Saison 1963/64 wurde Wuppertal nicht aufgenommen, der WSV spielte in der zweitklassigen Fußball-Regionalliga West. Vor Rundenbeginn wurde der DFB-Pokal 1963 ausgespielt. Nach Erfolgen gegen Hessen Kassel (2:2 n. V./3:0) und im Viertelfinale vor 22.000 Zuschauern mit 1:0 gegen Borussia Neunkirchen, machte erst der Nordserienmeister Hamburger SV durch einen 1:0-Erfolg vor 38.000 Zuschauern im Stadion am Zoo am 7. August im Halbfinale den Einzug in das Pokalfinale zunichte. In allen Pokalspielen trat der WSV mit der Läuferreihe Werner Tönges, Erich Haase und Vitus Sauer an.
Den Schwung aus den Pokalspielen konnten Sauer und Kollegen in die Debütrunde der Regionalliga retten. Alemannia Aachen holte sich die Meisterschaft im Westen, als Vize platzierte sich aber Wuppertal mit zwei Punkten Vorsprung vor Fortuna Düsseldorf. Der Ex-Mainzer hatte 27 Regionalligaspiele absolviert und dabei drei Tore für Wuppertal erzielt. In den zwei Qualifikationsspielen gegen den Südwestvertreter FK Pirmasens verloren dann die klar favorisierten Westdeutschen beide Spiele mit 0:2 beziehungsweise 1:2 und konnten somit nicht um den Aufstieg in die Bundesliga eingreifen.
Sauer beendete im Sommer 1964 seine höherklassige Laufbahn und schloss sich dem Amateurverein Marathon Remscheid an. Anschließend hat der gelernte Bankkaufmann als Trainer zahlreiche unterklassige Mannschaften betreut; im Stadion am Zoo war er auch Anfang des 21. Jahrhunderts noch regelmäßiger Tribünengast.